# Shamsuddin Amiri
Shamsuddin Amiri (ur. 12 lutego 1985 w Kabulu) – afgański piłkarz, grający na pozycji bramkarza, reprezentant Afganistanu.

## Kariera piłkarska
Jako junior występował w zagranicznym Pakistan Television FC. W 2003 rozpoczął karierę piłkarską w Maiwand Kabul FC, skąd w 2004 przeszedł do Kabul Bank FC. Rozegrał tam 240 meczów.

## Kariera reprezentacyjna
Od 2004 roku występuje w reprezentacji Afganistanu. Do 2011 rozegrał 30 meczów.

## Sukcesy i odznaczenia
- najlepszy piłkarz Afganistanu: 2007